# 우산 꽂이

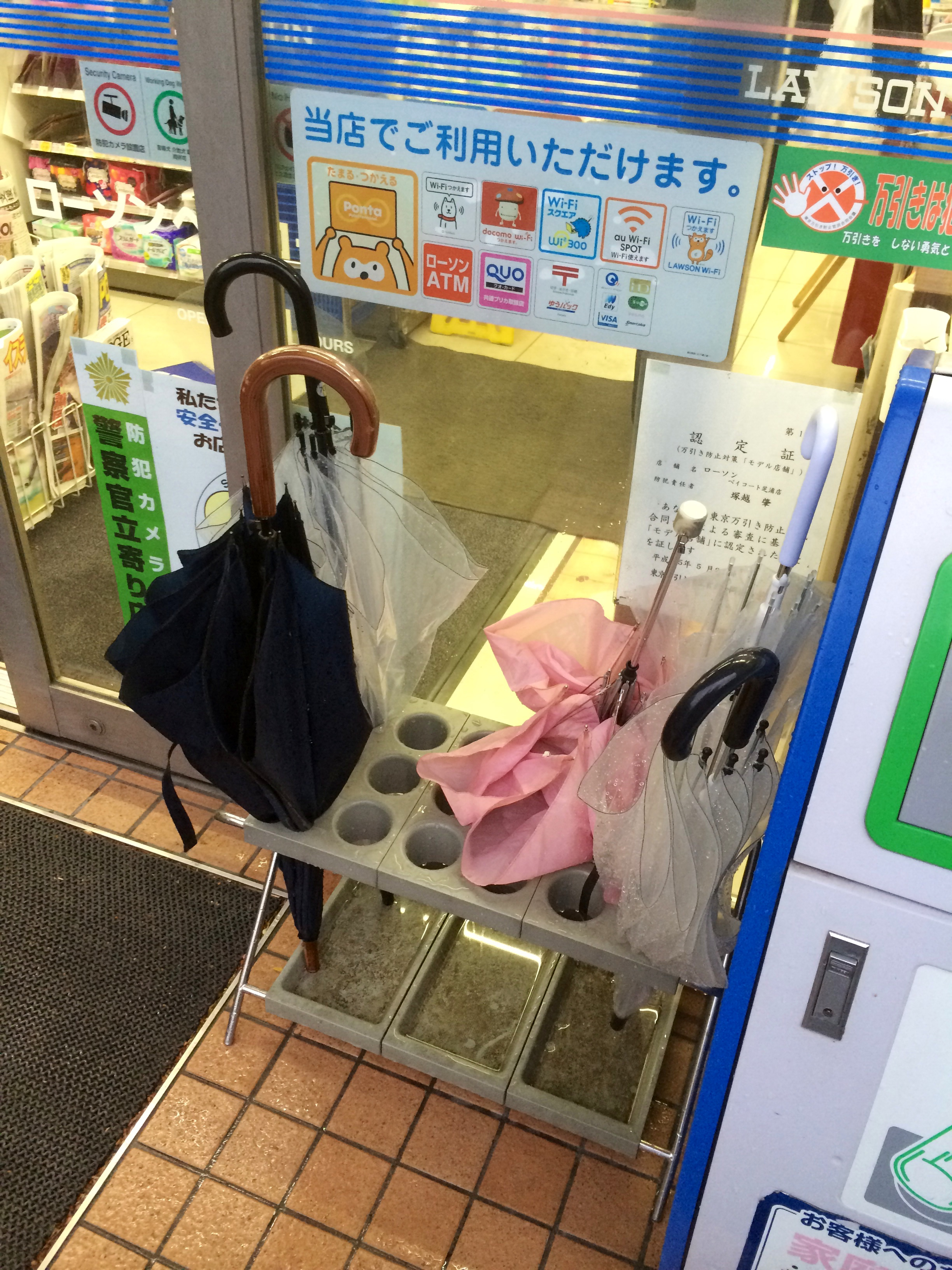
일본의 한 가게 밖에 위치한 우산 꽂이

우산 꽂이는 주로 현관과 건물 입구에 놓는 기구로, 우산을 세워둔다. 가장 복잡한 형태의 경우 손잡이, 거울, 우산 용기가 있다.